# Chironomus montuosus
Chironomus montuosus är en tvåvingeart som beskrevs av Ryser, Wulker och Scholl 1985. Chironomus montuosus ingår i släktet Chironomus och familjen fjädermyggor.
Artens utbredningsområde är Schweiz. Inga underarter finns listade i Catalogue of Life.